# Festival de cine Gay y Lésbico de Canarias
El Festival de cine Gay y Lésbico de Canarias, más conocido como Festival del Sol, inicia su andadura en el año 2006 en Las Palmas de Gran Canaria (Gran Canaria, España) y desde el año 2007, también se celebra conjuntamente en Santa Cruz de Tenerife (Tenerife).
Se trata de un festival joven, que recoge la herencia de aquel celebrado en el año 1998 de la mano del Colectivo Gamá y la Filmoteca Canaria que estuvo patrocinado por el Gobierno de Canarias, también celebrado en ambas capitales, aunque a diferencia del Festival del Sol, sin estrenar ninguna película ya tenía más bien una función de retrospectiva.